# Hexetidina
Hexetidina é um fármaco anti-séptico. É utilizado na forma de colutório e produz efeito contra algumas bactérias e fungos, nas periodontites, estomatites, gengivites, alveolites e outras. Também atua reduzindo a halitose.